# 10635 Chiragkumar
10635 Chiragkumar eller 1998 QH8 är en asteroid i huvudbältet som upptäcktes den 17 augusti 1998 av LINEAR i Socorro County, New Mexico. Den är uppkallad efter Chirag Kumar.
Den tillhör asteroidgruppen Eos.